# NetCrunch
 (mars 2013).
NetCrunch est un logiciel qui sert à superviser des équipements, des applications et systèmes d'exploitation contenus dans le réseau. Il fonctionne avec des équipements Windows, Linux, NetWare, BSD, Mac OS X et des périphériques SNMP. Il est édité et commercialisé par AdRem Software. La version 6 Bêta de NetCrunch est sortie le 01/01/2010.

## Fonctionnalités
NetCrunch permet de :
- Détecter automatiquement et identifier tous les nœuds TCP/IP et les ajouter aux cartes représentant la topologie du réseau (logique et physique), pouvant être personnalisées par l'utilisateur.
- Signaler, alerter et rapporter : Il centralise la gestion des pannes en recueillant les évènements et en créant des alertes, à partir de sources SNMP, des journaux d'évènements Windows et des serveurs Syslog.
- Superviser en temps réel des applications, des compteurs de performance (système d'exploitation, etc.), et journal d’événements.
- Gagner du temps sur la gestion de supervision de votre réseau, grâce aux règles de surveillance prédéfinies et aux politiques de collecte de données, applicables sur les matériels et logiciels communs tels qu'IIS, Apache et MS SQL.
- Augmenter l’efficacité du réseau en anticipant les interruptions de services.
- D'explorer la capacité des relations entre tous les nœuds.
- Superviser rapidement (à chaque seconde) un service donné ou l’état d'un nœud.

NetCrunch est mesurable de 100 à 5 000 nœuds. Il en existe 2 éditions : NetCrunch Premium et NetCrunch Premium XE (spécialisé pour les grands réseaux)

## Fonctionnalités Supplémentaires de NetCrunch 6
- Console d'Administration à Distance : NetCrunch 6 peut être configuré à distance grâce à la Console d'Administration. Les administrateurs obtiennent un accès rapide aux données de NetCrunch grâce au protocole d'accès hautement optimisé (avec cryptage et compression). Aussi, l'accès aux multiples serveurs NetCrunch se fait très facilement à partir d'un seul poste de travail..

- Inventaire de matériel & logiciels : L'inventaire WMI compare les inventaires de périphériques, surveille l'historique des modifications et recherche les solutions rapides entre les audits d'inventaires d'un périphérique.

- Performance et Évolutivité améliorées : NetCrunch 6 est conçu pour une architecture Client/Serveur, qui sépare les tâches du serveur et l'Interface d'Utilisation Graphique (GUI). Cela fait de NetCrunch 6 un outil encore plus rapide, stable et évolutif.

- Compilation de SNMP MIB : NetCrunch 6 contient 2500 modules MIB précompilés et peut en gérer bien plus encore. Le nouveau compilateur est plus rapide et permet également de mieux résoudre les problèmes spécifiques à certains fournisseurs MIB.

- Base de données des Évènements : La nouvelle base de données des évènements est deux fois plus rapide et peut contenir jusqu'à 128 GB de données.

- Une Interface Web Revue : La console Web a été revue pour fournir plus d'applications pour une utilisation expérimentée.

Les configurations requises pour le serveur NetCrunch peuvent varier en fonction du nombre de nœuds et services supervisés. La version NetCrunch 6 fonctionne sur les Systèmes Windows XP Professional, Windows Vista, Windows 2003 server, Windows 2008 et Windows 7.

## Traductions du logiciel
Le logiciel AdRem NetCrunch est traduit en plusieurs langues : anglais, japonais, polonais, allemand. Les versions françaises, espagnoles et italiennes sont en cours de préparation. 